# Уронай
Урона́й (рос. Уронай) — село у складі Могойтуйського району Забайкальського краю, Росія. Входить до складу Догойського сільського поселення.

## Населення
Населення — 125 осіб (2010; 100 у 2002).
Національний склад (станом на 2002 рік):
- буряти — 96 %